# Cantó de Nai-Oest
El cantó de Nay-Oest és un cantó del departament francès dels Pirineus Atlàntics, a la regió d'Aquitània. Està enquadrat al´districte de Pau i té 10 municipis.

## Municipis
- Arròs de Nai
- Artés d'Asson
- Asson
- Valiròs
- Bordetas
- Brutges, Capbis e Mieihaget
- Haut deu Bòsc d'Arròs
- Nai (una part)
- Pardias-Pietat
- Sent Avit

## Història
| Data d'elecció                               | Nom                      | Partit | Qualitat        |
| -------------------------------------------- | ------------------------ | ------ | --------------- |
| 1976                                         | Pierre Decla             |        |                 |
| 1982                                         | Michel Cantet            |        |                 |
| 1988                                         | Michel Cantet            |        |                 |
| 1994                                         | Laurent Aubuchou-Aurioux |        | Alcalde d'Asson |
| 2001                                         | Laurent Aubuchou-Aurioux |        | Alcalde d'Asson |
| 2008                                         | Jean Arriubergé          | PS     |                 |
| Les dades anteriors a 1976 no són conegudes. |                          |        |                 |
|                                              |                          |        |                 |